# Yalgo
Yalgo là một tổng của tỉnh Namentenga ở phía bắc Burkina Faso. Thủ phủ của tổng này là thị xã Yalgo..

## Thị xã và xã
Bankienga, Boulmanga, Gouengo, Kario, Kom-kom-Yiri, Koulgonda, Mamanguel, Meodjé, Nongfaïré  Taparko.